# Stefania Pezzopane
Stefania Pezzopane (née le 4 janvier 1960  à L'Aquila) est une personnalité politique italienne, ancienne présidente de la province de L'Aquila.

## Biographie
Membre du Parti démocrate, Stefania Pezzopane est tête de liste du PD dans les Abruzzes lors des élections générales italiennes de 2013. Elle s'inscrit au Groupe mixte.